# Domar
Domar (n. 364) (nórdico antiguo: Dómarr, que significa Juez), fue un rey vikingo legendario de Suecia de la Casa de Yngling. Casó con Drott, hermana de Dan el Arrogante, aquel que dio nombre a Dinamarca. Su reino, tras el sacrificio de su padre Domalde, estuvo colmado de buenas cosechas y reinó la paz; en consecuencia no hay mucho que contar sobre su gobierno. A su muerte en Gamla Uppsala fue llevado hasta Fyrisvellir y quemado en los bancos del río. Allí se levantó un montículo funerario sobre sus cenizas. Le sucedió su hijo Dyggvi. Su figura protohistórica aparece en la saga Ynglinga, Ynglingatal e Historia Norwegiæ.
Íslendingabók cita una línea de descendencia en Ynglingatal y menciona a Dómarr como sucesor de Dómaldr y predecesor de Dyggve: viii Dómaldr. ix Dómarr. x Dyggvi.